# Michael P. Kitt
Michael Paschal Kitt (né le 17 mai 1950) est un homme politique irlandais du Fianna Fáil qui est Leas-Cheann Comhairle du Dáil Éireann de 2011 à 2016, ministre d'État de 1991 à 1992 et de 2007 à 2009. Il est Teachta Dála (TD) pour la circonscription de Galway Est de 1975 à 1977, de 1981 à 2002 et de 2007 à 2016. Il est sénateur de 2002 à 2007, après avoir été nommé par le Taoiseach et de 1977 à 1981 pour le comité administratif.

## Jeunesse
Né à Tuam, comté de Galway, Kitt fait ses études au St Jarlath's College, Tuam, au Collège d'éducation St Patrick, Dublin et au Collège universitaire de Dublin et Collège universitaire de Galway. Michael Kitt est issu d'une famille politique. Il est le fils de Michael F. Kitt, qui est député pour diverses circonscriptions de Galway (1948-1951 et 1957-1975), et le frère de Tom Kitt, député pour Dublin Sud de 1987 à 2011, et d'Áine Brady, député pour Kildare North de 2007 à 2011. Son beau-frère Gerry Brady a également occupé le poste de député pour Kildare en 1982.

## Politique
En 1975, à la suite du décès de son père, Michael F. Kitt, il est élu pour lui succéder au conseil du comté de Galway. Lors de l'élection partielle de Galway Nord-Est le 4 mars, il est élu au 20e Dáil, étant élu au premier décompte avec une majorité de 7 % sur le candidat du Fine Gael, Paul Connaughton Snr.
Kitt perd son siège au Dáil aux élections générales de 1977, mais est ensuite élu au Seanad Éireann par le comité administratif, siégeant jusqu'en 1981 en tant que membre du 14e Seanad. Il est réélu au Dáil aux élections générales de 1981 pour Galway Est et conserve son siège jusqu'en 2002.
Au cours de cette période, il est ministre d'État au département du Taoiseach pendant trois mois, de novembre 1991 à février 1992. Il perd son siège au Dáil aux élections générales de 2002, mais est ensuite nommé par le Taoiseach pour siéger en tant que membre du 22e Seanad. Il est réélu au Dáil aux élections générales de 2007. En juin 2007, il est nommé par Bertie Ahern ministre d'État au ministère des Affaires étrangères chargé du développement outre-mer. En mai 2008, lorsque Brian Cowen accède au poste de Taoiseach, il est nommé ministre d'État au ministère de l'Environnement, du Patrimoine et des Gouvernements locaux, avec une responsabilité particulière pour les services locaux. Il occupe ce poste jusqu'en avril 2009, date à laquelle il quitte le gouvernement lorsque Cowen réduit le nombre de ministres subalternes de 20 à 15.
Le 31 mars 2011, il est élu Leas-Cheann Comhairle du Dáil Éireann, servant pour le 31e Dáil,,.
Il ne se représente pas aux élections générales de 2016 et se retire de la politique.